# José Luis Sánchez Paraíso
José Luis Sánchez Paraíso (ur. 21 lipca 1942 w Lagunilli, zm. 18 lipca 2017 w Salamance) – hiszpański lekkoatleta, sprinter, trzykrotny olimpijczyk.
Odpadł w eliminacjach biegu na 100 metrów i biegu na 200 metrów na mistrzostwach Europy w 1966 w Budapeszcie. Na  europejskich igrzyskach halowych w 1967 w Pradze zakwalifikował się do finału biegu na 50 metrów, lecz w nim nie wystąpił. Odpadł również w eliminacjach sztafety szwedzkiej 1+2+3+4 okrążenia.
Zdobył brązowy medal w sztafecie 1+2+3+4 okrążenia na europejskich igrzyskach halowych w 1968 w Madrycie (sztafeta hiszpańska biegła w składzie: Sánchez, Ramón Magariños, Alfonso Gabernet i José María Morera). Na tych samych igrzyskach Sánchez odpadł w półfinale biegu na 50 metrów. Odpadł w eliminacjach biegu na 100 metrów na igrzyskach olimpijskich w 1968 w Meksyku.
Sánchez odpadł w eliminacjach biegów na 100 metrów i na 200 metrów na mistrzostwach Europy w 1971 w Helsinkach. Wystąpił w sztafecie 4 × 100 metrów na igrzyskach olimpijskich w 1972 w Monachium, lecz zespół hiszpański nie ukończył biegu eliminacyjnego. Na halowych mistrzostwach Europy w 1974 w Göteborgu Sánchez odpadł w eliminacjach biegu na 60 metrów. Zajął 6. miejsce w sztafecie 4 × 100 metrów na mistrzostwach Europy w 1974 w Rzymie, a na igrzyskach olimpijskich w 1976 w Montrealu został zdyskwalifikowany w półfinale tej konkurencji.
Był mistrzem Hiszpanii w biegu na 100 metrów w latach 1963–1966, 1971–1973 i 1979 oraz w biegu na 200 metrów w latach 1962 i 1964–1966, a w hali mistrzem Hiszpanii w biegu na 50 metrów w 1967 i 1968 oraz na 60 metrów w 1972.
Ustanowił rekord Hiszpanii w biegu na 100 metrów czasem 10,3 s (10 lipca 1971 w Madrycie), który potem kilkakrotnie wyrównywał. Dziesięciokrotnie poprawiał rekord swego kraju w sztafecie 4 × 100 metrów do czasu 39,55 s (10 lipca 1976 w Zurychu). Kilkakrotnie wyrównywał także rekord Hiszpanii w biegu na 200 metrów, najpierw czasem 21,6 s, a potem 21,3 s.